# Iván García Cortina
Iván García Cortina   (Gijón, 20 de novembre de 1995) és un ciclista asturià, professional des del 2021 i actualment a l'equip Movistar Team.

## Palmarès en ruta
- 2012
  -  Campió d'Espanya júnior en ruta
- 2016
  - Vencedor d'una etapa a la Cursa de Solidarność i els Atletes Olímpics
- 2019
  - Vencedor d'una etapa a la Volta a Califòrnia
- 2020
  - Vencedor d'una etapa a la París-Niça
- 2025
  - Vencedor d'una etapa a la Volta a Astúries

### Resultats a la Volta a Espanya
- 2017. 100è de la classificació general
- 2018. 99è de la classificació general
- 2023. 72è de la classificació general

### Resultats al Tour de França
- 2019. 114è de la classificació general
- 2021. 94è de la classificació general
- 2025. 117è de la classificació general